# Удбинска улица (Београд)
| · Улица · Удбинска | · Улица · Удбинска            |
| ------------------ | ----------------------------- |
|                    |                               |
| Општина            | Чукарица                      |
| Почетак            | Улица Слободана Принципа Сеље |
| Крај               | Улица Београдског батаљона    |
| Дужина             | око 250 m                     |
| Ширина             | око 12 m                      |
| Створена           | друга половина 20. века       |
| Названа            | по месту Удбина у Лици        |
|                    |                               |
|                    |                               |
|                    |                               |

Удбинска улица је улица која повезује Улицу Слободана Принципа Сеље са Улицом Београдског батаљона. Налази се на територији општине Чукарица.

## Име улице
Улица је добила име по месту Удбина у Лици.

## Историја
Улица је настала у другој половини 20. века у периоду када се Чукарица нагло преобразила из скромног радничког насеља са понеком кућом на спрат у модерно градско насеље. Нова стамбена изградња спојила је сеоска насеља с градом, а на некадашњим пашњацима појавиле су се нове градске четврти.

## Удбинском улицом
Улица почиње од Улице Слободана Принципа Сеље, а завршава се код Улице Београдског батаљона. Са обе стране улице налазе се углавном породичне куће, док се на самом крају улице налазе новије стамбене зграде.

## Суседне улице
1. Недељка Чабриновића
2. Слободана Принципа Сеље
3. Прашка
4. Београдског батаљона

## Галерија
- Поглед из улице Слободана Принципа Сеље
- Нова стамбена градња
- Поглед из Улице Београдског батаљона